# Marques Batista de Abreu
Marques Batista de Abreu, detto Marques (Guarulhos, 12 febbraio 1973), è un ex calciatore brasiliano.

## Caratteristiche tecniche
Gioca come attaccante. Le sue capacità realizzative gli hanno permesso di diventare capocannoniere del Campionato Mineiro nel 1998.

## Carriera

### Club
Marques iniziò la sua carriera da calciatore professionista nel 1993, nel Corinthians e, dopo tre stagioni al Parque São Jorge, giocò brevemente per Flamengo e San Paolo.
Nonostante avesse giocato e vinto titoli sia con il Corinthians che con il Flamengo, fu solo con l'Atlético Mineiro che il giocatore si impose nel panorama nazionale. Nel suo primo anno con il Galo, Marques vinse la Copa CONMEBOL, con una squadra che, guidata da Émerson Leão, annoverava giocatori come Dedê, Taffarel, Doriva, Jorginho e altri nelle sue file. Nei suoi due periodi all'Atlético, Marques ha giocato più 350 partite e ha segnato 131 gol, classificandosi al 9º posto tra i migliori cannonieri del club (vicino a superare i 138 gol di Ubaldo Miranda), partecipò inoltre alla retrocession del club nel 2005, ma si trasferì successivamente in Giappone, non partecipò alla stagione successiva, che vide l'Atlético tornare in Série A con record di pubblico e 7 punti di vantaggio sul secondo classificato Sport.
Marques visse i suoi momenti migliori accanto ai due cannonieri Guilherme (capocannoniere del Campeonato Brasileiro Série A 1999, Campionato Mineiro 2000 e Copa Sul Minas 2001) e Valdir Bigode, capocannoniere della Copa Conmebol 1997.
Nel 1999 la coppia formata da Marques e Guilherme, trascinò il club fino alla finale della Coppa Libertadores 1999 dopo 19 anni; il giocatore non poté però partecipare alla partita decisiva a causa di un infortunio.
Alla fine del 2007, dopo due stagioni in Giappone con lo Yokohama F. Marinos, Marques è tornato all'Atlético, dove ha espresso il desiderio di chiudere la carriera.

### Nazionale
Con la Nazionale di calcio del Brasile ha giocato 10 partite tra il 1994 e il 2002, segnando 3 reti, tutte quante nell'amichevole vinta 8-2 contro il Ghana.

## Statistiche

### Cronologia presenze e reti in nazionale
| Cronologia completa delle presenze e delle reti in nazionale ― Brasile | Cronologia completa delle presenze e delle reti in nazionale ― Brasile | Cronologia completa delle presenze e delle reti in nazionale ― Brasile | Cronologia completa delle presenze e delle reti in nazionale ― Brasile | Cronologia completa delle presenze e delle reti in nazionale ― Brasile | Cronologia completa delle presenze e delle reti in nazionale ― Brasile | Cronologia completa delle presenze e delle reti in nazionale ― Brasile | Cronologia completa delle presenze e delle reti in nazionale ― Brasile |
| Data                                                                   | Città                                                                  | In casa                                                                | Risultato                                                              | Ospiti                                                                 | Competizione                                                           | Reti                                                                   | Note                                                                   |
| ---------------------------------------------------------------------- | ---------------------------------------------------------------------- | ---------------------------------------------------------------------- | ---------------------------------------------------------------------- | ---------------------------------------------------------------------- | ---------------------------------------------------------------------- | ---------------------------------------------------------------------- | ---------------------------------------------------------------------- |
| 23-12-1994                                                             | Porto Alegre                                                           | Brasile                                                                | 2 – 0                                                                  | Jugoslavia                                                             | Amichevole                                                             | -                                                                      | 80’                                                                    |
| 27-3-1996                                                              | São José do Rio Preto                                                  | Brasile                                                                | 8 – 2                                                                  | Ghana                                                                  | Amichevole                                                             | 3                                                                      | 50’                                                                    |
| 18-7-2000                                                              | Asunción                                                               | Paraguay                                                               | 2 – 1                                                                  | Brasile                                                                | Qual. Mondiali 2002                                                    | -                                                                      | 56’                                                                    |
| 26-7-2000                                                              | San Paolo                                                              | Brasile                                                                | 3 – 1                                                                  | Argentina                                                              | Qual. Mondiali 2002                                                    | -                                                                      | 60’                                                                    |
| 15-8-2000                                                              | Santiago del Cile                                                      | Cile                                                                   | 3 – 0                                                                  | Brasile                                                                | Qual. Mondiali 2002                                                    | -                                                                      | 61’                                                                    |
| 3-9-2000                                                               | Rio de Janeiro                                                         | Brasile                                                                | 5 – 0                                                                  | Bolivia                                                                | Qual. Mondiali 2002                                                    | -                                                                      | 79’                                                                    |
| 8-10-2000                                                              | Maracaibo                                                              | Venezuela                                                              | 0 – 6                                                                  | Brasile                                                                | Qual. Mondiali 2002                                                    | -                                                                      | 69’                                                                    |
| 31-1-2002                                                              | Goiânia                                                                | Brasile                                                                | 6 – 0                                                                  | Bolivia                                                                | Amichevole                                                             | -                                                                      | 70’                                                                    |
| 6-2-2002                                                               | Riad                                                                   | Arabia Saudita                                                         | 0 – 1                                                                  | Brasile                                                                | Amichevole                                                             | -                                                                      | 59’                                                                    |
| 7-3-2002                                                               | Cuiabá                                                                 | Brasile                                                                | 6 – 1                                                                  | Islanda                                                                | Amichevole                                                             | -                                                                      | 46’                                                                    |
| Totale                                                                 |                                                                        | Presenze                                                               | 10                                                                     |                                                                        | Reti                                                                   | 3                                                                      |                                                                        |

## Palmarès

### Club

#### Competizioni statali
- Campionato paulista: 1

Corinthians: 1995
San Paolo: 1997
- Campionato Carioca: 1

Flamengo: 1995
- Campionato Mineiro: 2

Atlético-MG: 1999, 2000
- Taça Guanabara: 1

Vasco da Gama: 2003

#### Competizioni nazionali
- Coppa del Brasile: 1

Corinthians: 1995

#### Competizioni internazionali
- Copa de Oro: 1

Flamengo: 1996
- Coppa CONMEBOL: 1

Atlético-MG: 1997

#### Individuali
- Bola de Prata: 2

1999, 2001